# René Tenembaum
René Tenenbaum fue un exluchador profesional argentino de origen judío, personificó a el campeón israelí en Titanes en el Ring. Son recordados sus míticos combates contra el árabe Tufic Memet, personificado por el luchador Rafael Rojas.

## Carrera
Tenenbaum comenzó su carrera en la lucha profesional hacia mediados de los 60, en el programa televisivo Titanes en el Ring, que se emitía por  Canal 9. Acompañó a Karadagián en sus giras por el interior del país y por Sudamérica, realizando memorables combates en el Luna Park. En 1973 participa en la película Titanes en el ring basado en el popular show televisivo.
René falleció en 2 de julio del 2015 por causas desconocidas.

## Filmografía
- 1973: Titanes en el ring
- 1973: Los doctores las prefieren desnudas ... Camillero
- 1974: Clínica con música